# SV Kickers Pforzheim
Der SV Kickers Pforzheim (vollständiger Name: Sportverein Kickers Pforzheim e.V.) ist ein Sportverein aus Pforzheim. Der Verein hat 634 Mitglieder in den Sparten Fußball, Tischtennis, Behindertensport und Modellbau. Die Vereinsfarben sind rot-weiß. Die erste Fußballmannschaft spielte nach dem Aufstieg im Jahre 2014 für eine Saison in der fünftklassigen Oberliga Baden-Württemberg.

## Geschichte

### Die Stammvereine
Der SV Kickers entstand im Jahre 2011 durch die Fusion von Germania Brötzingen mit dem 1. FC Eutingen. Germania Brötzingen spielte in den 1930er Jahren vier Jahre lang in der seinerzeit erstklassigen Gauliga Baden und stellte mit Theodor Burkhardt einen deutschen Nationalspieler. Nach dem Zweiten Weltkrieg gehörten die Brötzinger drei Jahre lang der Amateurliga Baden an, ehe der Verein in unterklassige Ligen abrutschte. Der 1. FC Eutingen wiederum gewann im Jahre 1950 den Badischen Pokal und spielte zwei Jahre lang in der Amateurliga Baden. 
Die Namenswahl des Fusionsvereins war nicht unumstritten. Insbesondere die Brötzinger Mitglieder vermissten aus Traditionsgründen ihren Namen Germania. Gleichzeitig verlor der Fusionsverein einige Eutinger Mitglieder, weil sie sich nicht mit dem neuen Verein identifizieren konnten.

### Nach der Fusion
Durch die Vizemeisterschaft von Germania Brötzingen in der Kreisliga Pforzheim und dem folgenden Aufstieg in der Relegation startete der neue Verein in der Landesliga Mittelbaden. Bereits zwei Jahre später stiegen die Kickers in die sechstklassige Verbandsliga Baden auf. Als Aufsteiger setzte sich die Mannschaft von Trainer Rudi Herzog gleich in der Spitzengruppe fest. Am letzten Spieltag sicherten sich die Kickers durch einen 2:1-Sieg über den SV Schwetzingen die Meisterschaft und den damit verbundenen Aufstieg in die Oberliga Baden-Württemberg.
Am Ende der Oberligasaison 2014/15 stand der direkte Wiederabstieg. Eine gewisse überregionale Bekanntheit erlangte der Verein durch eine Aktion, bei der für die Rückrunde eine fast vollständig neue Mannschaft aus Spielern unterer Ligen „gecastet“ wurde. Ein Großteil des Oberligakaders hatte zuvor nicht mehr finanziert werden können und etliche Spieler der 1. Mannschaft hatten daraufhin den Verein zur Winterpause verlassen. Seit dem Herbst 2014 wird über eine Fusion mit dem 1. CfR Pforzheim diskutiert.
Am 20. Mai 2016 zog der Verein seine erste Herrenmannschaft aus der Verbandsliga Baden für die Saison 2015/16 zurück, da der Spielbetrieb nicht mehr aufrechterhalten werden könne und kündigte eine Weiterführung für die folgende Saison in der Landesliga Mittelbaden an. Da immer mehr Spieler den Verein verließen, der aufgrund seiner finanziellen Situation mit einem Schuldenstand von 144.000 Euro keine Spielergehälter und -prämien zahlen möchte, zog man sich nach Ablauf der Meldefrist komplett vom Spielbetrieb zurück. Für die Saison 2016/17 bemühte man sich, mehrere Juniorenteams aufzustellen. Ein Neustart der Herrenmannschaft erfolgte zur Saison 2017/18 in der Kreisklasse C1, in welcher man vorzeitig die Meisterschaft und den Aufstieg in die Kreisklasse B feiern konnte. Eine zweite Mannschaft spielt weiterhin in der Kreisklasse C. Seit 2020 besteht im Jugendbereich eine Kooperation mit dem VfB Stuttgart.

## Stadion
Heimspielstätte des SV Kickers Pforzheim ist das Sportzentrum Wilferdinger Höhe. Das ehemalige Stadion des Stammvereins Germania Brötzingen hat eine Kapazität von 3.000 Zuschauern. 

## Saisonbilanzen seit 2011
| Saison  | Liga                       | Spielklasse | Platz (Mannschaften) | Tore    | Punkte                     | Bemerkung                             |
| ------- | -------------------------- | ----------- | -------------------- | ------- | -------------------------- | ------------------------------------- |
| 2011/12 | Landesliga Mittelbaden     | 07. Liga    | 07 (15)              | 052:050 | 41                         |                                       |
| 2012/13 | Landesliga Mittelbaden     | 07. Liga    | 01 (16)              | 075:025 | 71                         | Aufstieg                              |
| 2013/14 | Verbandsliga Baden         | 06. Liga    | 01 (15)              | 052:022 | 59                         | Aufstieg                              |
| 2014/15 | Oberliga Baden-Württemberg | 05. Liga    | 18 (18)              | 030:094 | 23                         | Abstieg                               |
| 2015/16 | Verbandsliga Baden         | 06. Liga    | 16 (16)              | 021:092 | 11                         | Abstieg                               |
| 2017/18 | Kreisklasse C1 Pforzheim   | 11. Liga    | 01 (14)              | 115:013 | 70                         | Aufstieg                              |
| 2018/19 | Kreisklasse B2 Pforzheim   | 10. Liga    | 01 (14)              | 107:024 | 74                         | Aufstieg                              |
| 2019/20 | Kreisklasse A2 Pforzheim   | 09. Liga    | 01 (16)              | 056:017 | 02,31 (Quotientenregelung) | Aufstieg                              |
| 2020/21 | Kreisliga Pforzheim        | 08. Liga    | 06 (19)              | 028:021 | 15                         | Saisonabbruch                         |
| 2021/22 | Kreisliga Pforzheim        | 08. Liga    | 02 (19)              | 094:040 | 77                         | In den Relegationsspielen gescheitert |
| 2022/23 | Kreisliga Pforzheim        | 08. Liga    | 02 (18)              | 110:054 | 71                         | In den Relegationsspielen erfolgreich |
| 2023/24 | Landesliga Mittelbaden     | 07. Liga    | 16 (18)              | 062:102 | 28                         | Abstieg                               |
| 2024/25 | Kreisliga Pforzheim        | 08. Liga    | 14 (16)              | 052:098 | 25                         | Abstieg                               |